# سیارک ۴۵۸

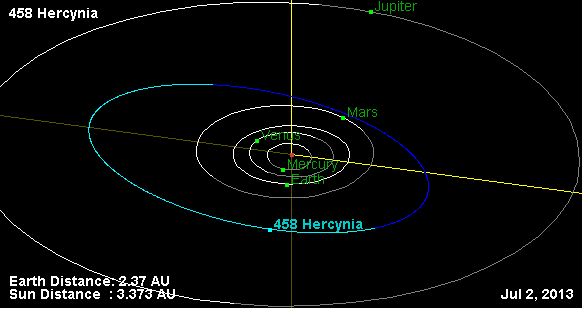
نمایی از محل قرارگیری سیارک ۴۵۸ در مدار - ۲۰۱۳

سیارک ۴۵۸ (به انگلیسی: 458 Hercynia، نامگذاری:1900FK) چهارصد و پنجاه و هشتمین سیارک کشف شده‌است که در ۲۱ سپتامبر ۱۹۰۰ و در هایدلبرگ کشف شد.
قدر مطلق سیارک برابر ۹٫۶۳ است.